# お国言葉で川柳、なもあんだも
お国言葉で川柳 なもあんだも（おくにことばでせんりゅうなもあんだも）は、NHK青森放送局が青森県内向けに放送したバラエティ番組である。

## 概要
この番組のルーツは、2008年3月まで夕方に放送されていた地域情報番組『あっぷるワイド』金曜日のコーナー「お国言葉で川柳」である。『ゆうどきネットワーク』の全国化による全曜日フルネット放送に伴い、『あっぷるワイド』が単なるローカルニュース化して17時台が打ち切られた代償として、2008年4月4日から毎月第1金曜日に青森県域の独立した番組として開始された。なお、事実上前身コーナーである「あっぷるワイド」に内包されていた「お国言葉で川柳」は、2001年（「ゆうYOUあおもり」時代）から開始された。
番組は、「津軽のなも、南部下北のあんだも」のフレーズで始まる。決めポーズもあり、「津軽の- 」と「南部下北の- 」をMC2人が分担して唱えながら指を一本前に突き出す「ズームイン」スタイルである。考案者は初代MCである和田光太郎と担当ディレクターである。
- 「津軽の- 」…和田（2008年）、松山牧子（2009年）、田中麗紗（2010年）
- 「南部下北の- 」…松山（2008年）、斎康敬（2009年・2010年）

毎月決められたお題に沿った川柳を視聴者が番組宛てに投句し、その中から撰者の渋谷伯龍が「天」・「地」・「人」の句を選ぶ。さらに、2か月に1度「宙（そら）」の句を決定する。
2008年は、和田と松山、渋谷の息のあったハイテンポかつ軽妙なやり取りで高い人気を博した。
2009年は、東京から斎を招き、和田に代わる形で展開された。フォーマットは同一だが、穏やかな進行の斎独自の演出も垣間見られた（決めポーズなど）。
2010年は松山も卒業した。代わりに田中が入り、スタジオセットも一新した。
山形局が不定期で放送する『今夜はなまらナイト』はこの番組より後発ではあるが、同様に“お国ことば”を題材にした番組である。

## 出演者
- 渋谷伯龍（撰者）
- 北向敏幸（青森局アナウンサー。特番の｢お国言葉で川柳、なもあんだも｣のみ・2012年10月 - ）

### 過去
- 和田光太郎（青森局アナウンサー・2008年）
- 斎康敬（青森局アナウンサー。2009年 - 2012年7月、『あっぷるワイド』でのコーナーでは出演しなかった）
- 松山牧子（青森局契約キャスター・2008年 - 2009年）
和田、松山は撰者以外では唯一、『あっぷるワイド』時代から「お国言葉で川柳」を担当した。
- 田中麗紗（青森局契約キャスター・2010年 - 2013年3月）

### ピンチヒッター
- 狩野史長（2008年12月）
和田が東京出張のため。和田は電話リポートで出演した。
- 打越裕樹（2009年10月、2010年度以降は『あっぷるワイド』キャスター）
斎が出張のため。

## 放送局・放送時間

### 放送局
青森県内の総合テレビ

### 放送時間
現在
毎週金曜日の｢あっぷるワイド｣内（2012年4月 - 、4年ぶりに「あっぷるワイド」に内包となり、「お国言葉で川柳」のタイトルに戻った）。2012年4月以降、不定期ではあるが金曜日 19:30 - 19:55に特番（『なもあんだも』は入る）として放送する。
過去
2001年 - 2008年3月は、金曜日の「あっぷるワイド」内で放送された。
- 原則毎月第1金曜日 19:30 - 19:55（2008年4月 - 2012年3月。2008年8月はオリンピック編成、お祭り編成などにより、放送がなかった。）
- 再放送：本放送から1日後（または8日後）の土曜日10:05 - 10:30（2009年度までは2日または9日遅れの日曜日 8:00 - 8:25で再放送された）
編成によっては東北ブロック番組に差し替えられたり、別の週に放送されたりすることがある。最新の情報は公式ページで確認する必要があった。

なお、2008年度から年度最終月となる3月の放送は、19:30 - 20:43まで73分の放送となる。
東日本大震災の影響により、2011年4月 - 6月の3ヶ月間、放送が休止となり、7月の放送から4ヶ月振りに再開した（震災前、「エイプリルフール（4月1日が金曜日）ですが、放送はありますよ」と発言していたが、放送の機会がなかった）。

## 番組宣伝
毎回、NHKとは思えないようなスポットCMが制作・放送される。放送直前には「あっぷるワイド」内の番組案内で、生番宣を行う。
- 2008年…「あっぷるワイド」の山田朋生と菊池歩も決めポーズに挑戦するが毎回うまくいかず、その度に和田から鋭いツッコミを入れられてしまう。
- 2009年…「まもなく天･地･人」として番組本編に近い形で選に漏れた作品を放送した。実質本編部分の延長であった。
- 2010年…ほぼ2009年と同様であった。

## エンディングテーマ
- おおたか静流「りんごの木の下で」（2008年 - 2009年）

## 関連番組
- この番組の1コーナー「なもあん調査隊」をスペシャル化した。2008年12月12日、「それ行けなもあん調査隊」として放送された。
- 「しとぎっこ」